# Mazda CU-X
Le Mazda CU-X est un concept car du constructeur automobile Japonais Mazda, présenté au salon de Francfort en 1995.